# Saint-Chély-d’Apcher
Saint-Chély-d’Apcher [sɛ̃ ʃeli dapʃe] ist eine französische Gemeinde mit 4.025 Einwohnern (Stand: 1. Januar 2022) im Département Lozère in der Region Okzitanien. Sie gehört zum Arrondissement Mende und zum Kanton Saint-Chély-d’Apcher. Die Einwohner werden Barrabans genannt.

## Geographie
Saint-Chély-d’Apcher liegt zwischen dem Westrand der Margeride und dem Aubrac im Zentralmassiv. Durch die Gemeinde fließen der Chapouillet und sein Zufluss Sarroul. Umgeben wird Saint-Chély-d’Apcher von den Nachbargemeinden Albaret-Sainte-Marie und Blavignac im Norden, Saint-Pierre-le-Vieux im Nordosten, Prunières im Osten, Rimeize im Südosten, Les Bessons im Süden und Südwesten, La Fage-Saint-Julien im Westen sowie Les Monts-Verts im Nordwesten.

## Geschichte

### Saint-Chély im Zweiten Weltkrieg
Im Frühjahr 1941 wurde im etwa 50 Kilometer entfernten Chanac das Internierungslager Chanac eröffnet, in dem das Groupement de travailleurs étrangers 321 (GTE 321) stationiert wurde. Dieser Fremdarbeiterkompagnie gehörten viele Spanier und auch Deutsche an, die nach dem Ende des Spanischen Bürgerkriegs in Frankreich Zuflucht gesucht hatten, dann aber nach dem Ausbruch des Zweiten Weltkriegs interniert wurden.

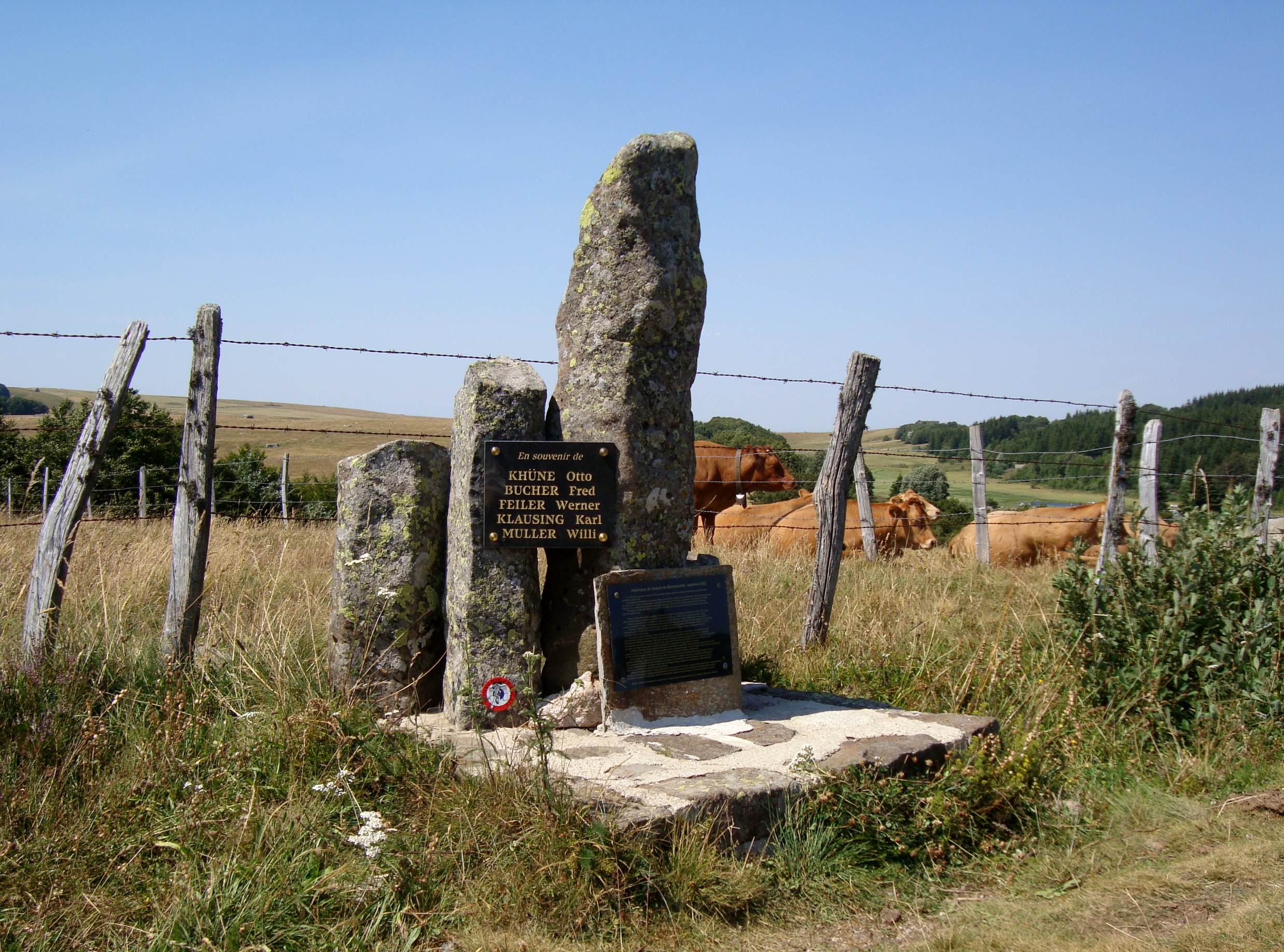
Mémorial du Maquis de Bonnecombe

Die in Chanac internierten Männer wurden zu verschiedenen Arbeiten zwangsverpflichtet, unter anderem auch in dem Stahlwerk in Saint-Chély. Im Juli 1942 waren 13 Arbeiter aus dem Lager Chanac in Saint-Chély im Einsatz. Der Historiker Olivier Faron nennt das Unternehmen Ateliers de Firminy als Betrieb mit Zwangsarbeit. Sie wohnten und aßen in der Kantine der Fabrik.
Fünf dieser in Saint-Chély stationierten Fremdarbeiter waren deutsche Kommunisten, die im Spanischen Bürgerkrieg in den Internationalen Brigaden gekämpft hatten. Unter der Führung von Otto Kühne bildeten sie in Saint-Chély eine Widerstandsgruppe und nahmen Kontakt zur lokalen Résistance auf. Mitte März 1943 drohte ihnen Verfolgung, weshalb ihre französischen Kameraden ihre Flucht aus der Fabrik und ihre Verlegung an einen sicheren Ort organisierten. Über Marvejols fanden sie ein Versteck in den Wäldern nahe dem Col de Bonnecombe und gründeten dort den ersten Maquis im Lozère. Daran erinnert heute ein Denkmal in der Nähe der Passhöhe (Lage).

## Wirtschaft und Infrastruktur

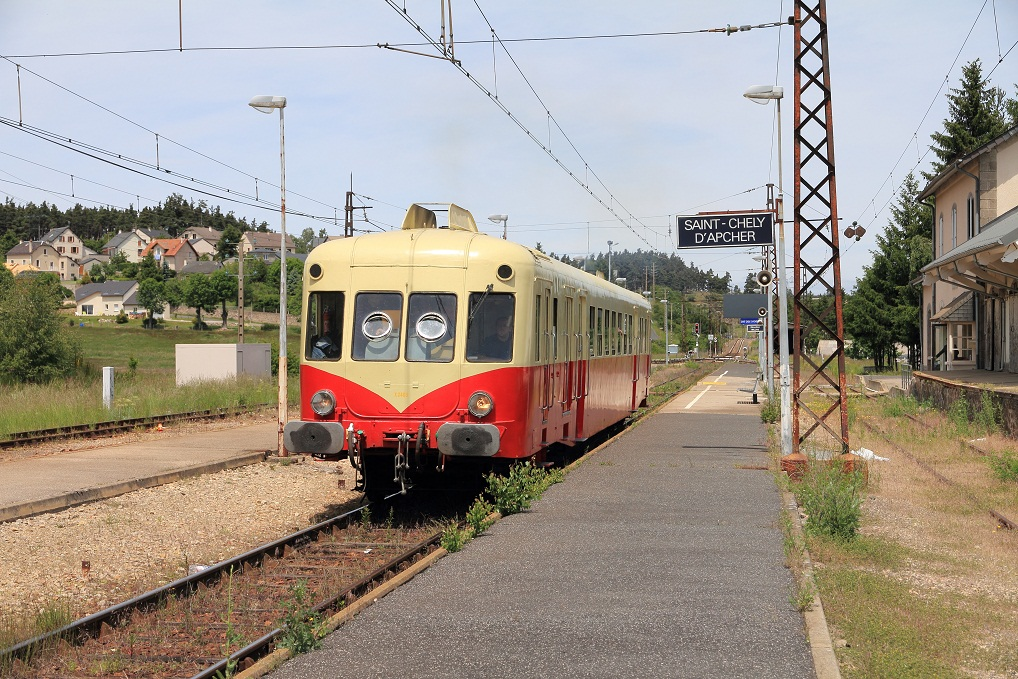
Bahnhof Saint-Chély-d’Apcher mit Museumstriebwagen X 2403, 2011

### Industrie
Saint-Chély-d’Apcher ist ein traditionsreicher Industriestandort. Der Stahlhersteller ArcelorMittal betreibt in der Gemeinde ein großes Stahlwerk.

### Verkehr
Durch die Gemeinde führen  die früheren Nationalstraßen N 9 und N 106, die zu den Departementsstraßen D 809 und D 806 abgestuft wurden. Die Autobahn A 75 mit der Anschlussstelle 33 verläuft durch das Gemeindegebiet.
Saint-Chély-d’Apcher liegt an der früher wichtigen und schnellsten Bahnverbindung von Paris über Clermont-Ferrand und Millau nach Béziers (→ Bahnstrecke Béziers–Neussargues). Aus Richtung Béziers stellte die Compagnie des chemins de fer de Paris à Lyon et à la Méditerranée (PLM) den Abschnitt Marvejols–Saint-Chély am 9. Mai 1887 fertig, die Verlängerung von dort nach Norden bis Neussargues wurde am 10. November 1888 für den Verkehr freigegeben. Aktuell verkehren auf dem letztgenannten Abschnitt nur noch Güterzüge und ein Intercités-Zugpaar der Relation Neussargues–Béziers, für Regionalzüge des TER Occitanie aus Béziers ist Saint-Chély-d’Apcher Endpunkt.
Mit der Buslinie 31280 ist der Ort mit Saint-Flour verbunden.

## Bevölkerungsentwicklung
| Jahr      | 1962 | 1968 | 1975 | 1982 | 1990 | 1999 | 2006 | 2011 | 2018 |
| Einwohner | 4757 | 5016 | 4624 | 4726 | 4570 | 4316 | 4484 | 4255 | 4183 |

## Sehenswürdigkeiten

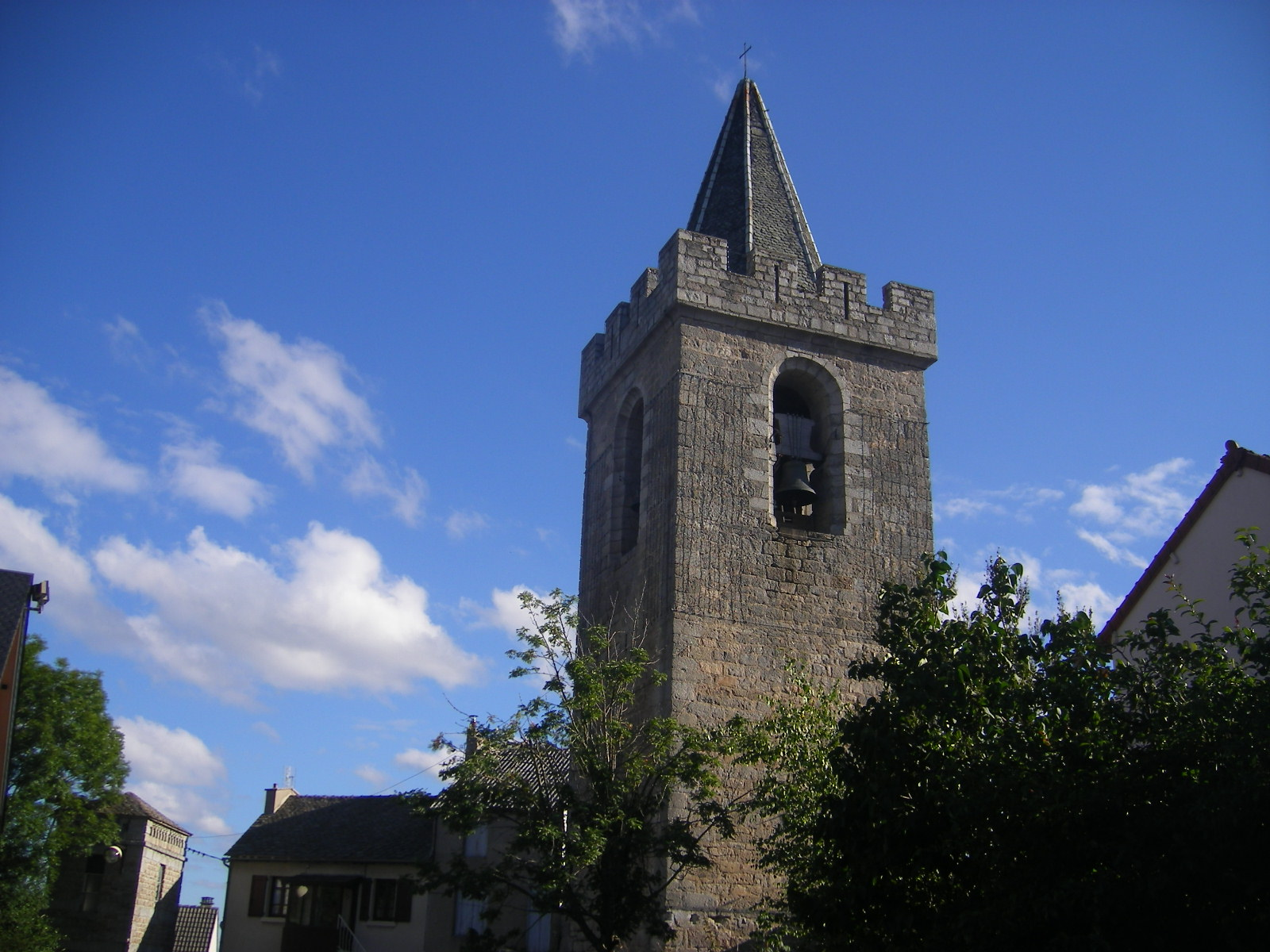
Glockenturm

- Kirche Notre-Dame-de-l’Assomption
- Kapelle Notre-Dame-de-Cénaret
- Reste des Schlosses
- Glockenturm
- Garabit-Viadukt
- Arboretum von Civergols

## Gemeindepartnerschaft
Mit der britischen Gemeinde Tadcaster in Yorkshire (England) besteht seit 1999 eine Partnerschaft.

## Persönlichkeiten
- Dominique de La Rochefoucauld (1712–1800), Bischof
- Théophile Roussel (1816–1903), Mediziner